# Lateolabrax
Famille
Genre
Les Lateolabracidae sont une famille de poissons de l'ordre des Perciformes représentée par deux espèces réparties en un seul genre : Lateolabrax.

## Liste des espèces
Selon FishBase (12 mars 2012), ITIS (12 mars 2012) & Catalogue of Life (12 mars 2012) :
- famille Lateolabracidae Springer & Raasch, 1995
  - genre Lateolabrax Bleeker, 1854
    - Lateolabrax japonicus (Cuvier in Cuvier & Valenciennes, 1828) (Bar japonais)
    - Lateolabrax latus Katayama, 1957 (Bar à nageoires noires)

### Famille Lateolabracidae
- (en) Catalogue of Life : Lateolabracidae (consulté le 7 avril 2023)
- (en + fr) FishBase : famille Lateolabracidae (+ traduction) (+ identification visuelle des espèces) (consulté le 12 mars 2012)
- (fr + en) ITIS : Lateolabracidae  Springer & Raasch, 1995 (consulté le 12 mars 2012)
- (en) Animal Diversity Web : Lateolabracidae (consulté le 12 mars 2012)

### GenreLateolabrax
- (en) Catalogue of Life : Lateolabrax (consulté le 12 décembre 2020)
- (en) FishBase : liste des espèces du genre Lateolabrax (site miroir) (consulté le 12 mars 2012)
- (fr + en) ITIS : Lateolabrax  Bleeker, 1854 (consulté le 12 mars 2012)
- (en) Animal Diversity Web : Lateolabrax (consulté le 12 mars 2012)
- (en) NCBI : Lateolabrax (taxons inclus) (consulté le 12 mars 2012)